# Johnny Rogers
John „Johnny“ Bernard Rogers Bakker (* 30. Dezember 1963 in Fullerton, Kalifornien) ist ein ehemaliger US-amerikanisch-spanischer Basketballspieler. 

## Karriere
Seine Karriere begann Johnny Rogers 1981 an der Stanford University, wo er für Stanford Cardinal spielte. Nach weiteren zwei Jahren bei den UC Irvine Anteaters (University of California, Irvine) wurde Rogers 1986 an 34. Stelle der NBA-Drafts von den Sacramento Kings ausgewählt. In der National Basketball Association (NBA) war Rogers für die Kings und die Cleveland Cavaliers aktiv. In insgesamt 69 Begegnungen kam er auf 3,6 Punkte und 1,5 Rebounds im Schnitt.
1988 wechselte Rogers nach Europa, wo er für die nächsten 15 Jahre bis zu seinem Karriereende bleiben sein sollte. Rogers spielte dabei unter anderem für Spitzenvereine wie Real Madrid, Pamesa Valencia, Phillips Milano oder Olympiakos Piräus. Seine erfolgreichste Zeit hatte er beim griechischen Rekordmeister Panathinaikos Athen, wo er neben zwei Europapokalen auch zwei Mal die griechische Meisterschaft gewinnen konnte. Während seiner Zeit in Spanien erwarb Rogers die spanische Staatsangehörigkeit und nahm mit der Nationalmannschaft Spaniens an den Olympischen Spielen 2000 in Sydney teil.

## Titel
- Griechischer Meister: 2000, 2001
- Europapokal der Landesmeister: 2000
- EuroLeague: 2002

| Personendaten    | Personendaten                                    |
| ---------------- | ------------------------------------------------ |
| NAME             | Rogers, Johnny                                   |
| ALTERNATIVNAMEN  | Rogers Bakker, John Bernard (vollständiger Name) |
| KURZBESCHREIBUNG | US-amerikanischer Basketballspieler              |
| GEBURTSDATUM     | 30. Dezember 1963                                |
| GEBURTSORT       | Fullerton                                        |